# Décès en 1257
Décès
- 1253
- 1254
- 1255
- 1256
- 1257
- 1258
- 1259
- 1260
- 1261

Cette page dresse une liste de personnalités mortes au cours de l'année 1257 :
- 28 avril : Chajar ad-Durr, esclave devenue favorite du sultan ayyoubide d'Égypte As-Salih Ayyûb.
- juin : Pietro I Ruffo di Calabria, 1er comte de Catanzaro.
- 4 juin : Przemysl Ier de Grande-Pologne, duc de Grande-Pologne avec son frère, duc de Kalisz, de Poznań et de Gniezno, de Ruda, de Poznań et de Kalisz.
- 25 juillet : Guillaume de la Broue, clerc languedocien, archevêque de Narbonne.
- 17 septembre : Heinrich von Bilversheim, évêque de Bamberg et administrateur de Chiemsee.
- 19 octobre : Thomas Hélye, prêtre et missionnaire.
- 24 décembre : Jean Ier d'Avesnes, comte héritier du Hainaut.
- Jean Guillaume de Beaumont, seigneur de Beaumont-du-Gâtinais.
- Håkon le Jeune, ou Håkon de Norvège dit le Jeune, co-roi de Norvège.
- Koloman II Asen, tsar de Bulgarie.
- Lalla Manoubia, sainte tunisienne.
- Mathilde de Courtenay, ou Mahaut de Courtenay, comtesse de Nevers, d'Auxerre et de Tonnerre.
- Jean de Melun, évêque de Poitiers.
- Al-Muizz Izz ad-Dîn Aybak, premier sultan mamelouk d'Égypte.
- Armand de Polignac, évêque du Puy.
- Rukn ad-Dîn Khurshâh, dernier imam des Nizârites, dite Secte des Assassins.
- Hyacinthe de Cracovie, frère prêcheur en Pologne, surnommé l'Apôtre du Nord.
- Sri-Indrathit, roi de Sukhothaï.
- Uc de Saint-Circ, troubadour.
- Ulaqtchi, Khan de la Horde bleue et la Horde d'or.
- Valdemar III de Schleswig, duc de Schleswig.

## Crédit d'auteurs
- Cet article est partiellement ou en totalité issu de l'article intitulé « 1257 » (voir la liste des auteurs).